# Luftfahrzeug-Instandhaltung
Luftfahrzeug-Instandhaltung wird von einem Instandhaltungsbetrieb – unter Beachtung der Verordnung zur Prüfung von Luftfahrtgerät (LuftGerPV) – am Flugzeug und dessen Komponenten durchgeführt, um das Fluggerät sicher und betriebsbereit für den täglichen Flugbetrieb zu halten. Die Arbeiten umfassen verschiedenste Eindringtiefen von der kurzfristigen Reparatur an der Ramp (Flughafenvorfeld) während des Flugbetriebes bis zur kompletten Zerlegung und Wiederzusammenbau des vollständigen Flugzeuges im sog. D-Check. Der Begriff beschränkt sich nicht auf das komplette Flugzeug, sondern wird ebenso für Subsysteme, wie z. B. die Triebwerke oder Anbaugeräte, wie Generatoren etc. geführt.

## Definition der Flugzeuginstandhaltung
Als Oberbegriff in der Flugzeugwartung steht der Begriff Instandhaltung. Die Instandhaltung von Flugzeugen beinhaltet folgende vier Begriffe:
Wartung
Bewahrung des Soll-Zustands
Inspektion
Feststellung und Beurteilung des Ist-Zustands
Instandsetzung
Wiederherstellung des Soll-Zustands
Verbesserung
Einbau der von der Behörde geforderten Modifikationen,
ggf. der vom Hersteller empfohlenen Modifikationen.
Beispielsweise werden folgende Maßnahmen während der Wartung eines Luftfahrzeugs durchgeführt: Reinigen, Konservieren, Schmieren, Ergänzen von Betriebsstoffen, Auswechseln und Nach- bzw. Einstellen.

## Branche
Um diese komplexen Logistikprozesse hat sich eine eigene Branche mit über 36 Mrd.$ Umsatz weltweit entwickelt, die in Deutschland durch die Wartungstochter der Deutschen Lufthansa, die Lufthansa Technik AG angeführt wird. Weitere europäische Unternehmen sind MTU Maintenance, Air France Industries, KLM Engineering&Maintenance, Iberia, TAP Air Portugal, Finnair Technical Services sowie eine Reihe unabhängige Unternehmen (Avcon Jet AG, Jetalliance Technical Services GmbH, SR Technics Group, Jet Aviation, E.I.S. Aircraft GmbH, Atlas Air Service AG). Ein weiteres bekanntes Unternehmen in diesem Bereich bis zu seiner Geschäftsaufgabe war die Air Berlin Technik GmbH.

## Instandhaltung gewerblich genutzter Luftfahrzeuge

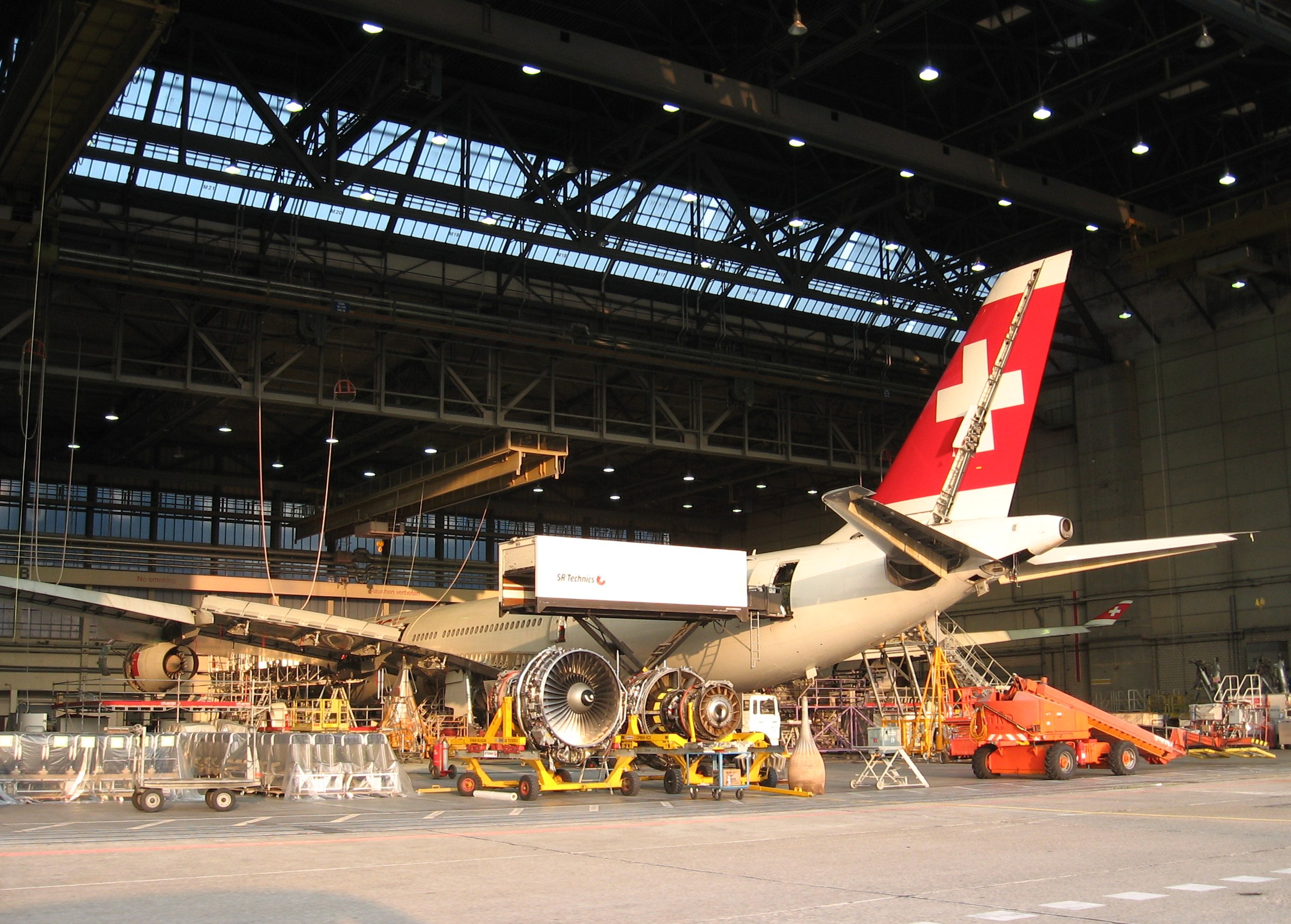
Eine Grundüberholung mit entkleideter Flügelwurzel, demontierten Landeklappen und den Passagiersitzen unter dem linken Flügel. Der ebenfalls sichtbare Triebwerkswechsel wäre alleine kein Merkmal einer grundlegenden Überholung.

Die Instandhaltung gewerblich genutzter Luftfahrzeuge, insbesondere von Verkehrsflugzeugen, ist gemäß Anhang II der EU-Verordnung 1321/2014 (Part 145) nochmals strenger reguliert und umfasst für jedes wichtige Bauteil zeit- oder flugstundenabhängige Ereignisse, die in Blöcken zusammengefasst werden können. Die Arbeiten werden in Routine-, Nonroutine- und Modifikationsarbeiten untergliedert.
Das Wartungs- und Instandsetzungskonzept für ein Verkehrsflugzeug besteht aus Wartungs- und Instandsetzungsereignissen, sogenannten Letter-Checks, (A-, B-, C- und D-Check). A-Checks werden am häufigsten durchgeführt, der B-Check beispielhaft alle sechs Monate, ein C-Check wird etwa alle zwei Jahre durchgeführt und dauert einige Tage. Der D-Check ist das längste Ereignis und steht etwa alle sechs bis zehn Jahre an. Der Stillstand der Flugzeuge während der Wartungen bedeutet für Luftfahrtunternehmen unproduktive Zeit. Die kürzesten Wartungen werden darum in Nachtschichten ausgeführt. Die Wieder-Bereitstellung angekommener Flugzeuge inklusive kurzfristiger Reparaturen des Flugzeuges auf dem Flughafenvorfeld wird Line Maintenance genannt.
Routinearbeiten sind im Voraus planbar und gemäß MPD (maintenance planning document) in bestimmten Zeitabständen zu wiederholen (Beispiele: div. Filterwechsel/Filterreinigung, Wechsel von Verschleißteilen, auch: Hangaring/Dehangaring, Durchführung von Inspektionen und Kontrollen).
Nicht-Routinearbeiten (Nonroutine) beinhalten die Behebung der durch die Inspektionen und Kontrollen erfassten Befunde (Befund: Abweichung des Ist-Zustands am Flugzeug) gegenüber dem Soll-Zustand (Structure Repair Manual, Aircraft Maintenance Manual, Konstruktionszeichnungen, …). Nonroutinearbeiten sind nicht oder nur schwer planbar.
Das Arbeitspaket Modifikation beinhaltet die Durchführung von Umbauten, vom Flugzeughersteller oder der Luftfahrtbehörde vorgeschriebene Kontrollen, Modifikationen oder Verbesserungen.

## Genehmigte Instandhaltung
Sämtliche Checks werden nach einem behördlich genehmigten Instandhaltungsprogramm durchgeführt. Jeder Betreiber ist verpflichtet, ein solches Instandhaltungsprogramm bei seiner zuständigen Luftfahrtbehörde genehmigen zu lassen. Ein solches Instandhaltungsprogramm ist stets auf ein bestimmtes Flugzeugmuster bezogen. Es kann vom Betreiber selbst oder einem Dienstleister erstellt oder auch bei dem Flugzeughersteller eingekauft werden. Das Rahmenwerk dazu bildet das Wartungshandbuch, das vom Flugzeughersteller geliefert wird. Es stellt eine Empfehlung dar, es sind aber noch unterschiedliche andere Vorgaben zu berücksichtigen.
Die Intervalle der Checks unterscheiden sich daher von Flugzeugmuster zu Flugzeugmuster und auch teilweise von Airline zu Airline beträchtlich, je nach dem mit welchem Instandhaltungsprogramm gearbeitet wird. Die im Instandhaltungsprogramm angegebenen Intervalle müssen eingehalten werden, bei Überschreitung drohen Maßnahmen durch die Luftfahrtbehörde.

### A-Check (Minor Check)
Der A-Check ist ein Wartungsereignis mit routinemäßiger Überprüfung von technischen Systemen, die für den Flugbetrieb wichtig sind, sowie die gründliche Wartung der Kabine. Ein A-Check ist je nach Flugzeugtyp alle 250 bis 650 Flugstunden fällig, also etwa alle zwei Monate.
A-Checks werden am häufigsten durchgeführt. Sie können aufgrund des begrenzten Umfangs der durchzuführenden Arbeiten und der geringen „Eindringtiefe“ innerhalb einer Nacht (im Hangar) durchgeführt werden; das Flugzeug braucht nicht aus seinem Flugbetrieb genommen zu werden.

### B-Check
Der B-Check ist eine Ergänzung zum A-Check und findet in der Regel alle drei bis vier Monate statt, also etwa alle 1000 Flugstunden. Diesen Check gibt es jedoch nur noch für die Flugzeugtypen Boeing 737-200 und Boeing 747-200.
Es werden Arbeiten durchgeführt, die tiefer in die Flugzeugzelle und die Systeme eingreifen. Die Dauer dieses Checks beträgt ca. 150 Arbeitsstunden, das Flugzeug ist somit für mindestens zwölf Stunden aus dem Flugbetrieb genommen.

### C-Check (Major Check)

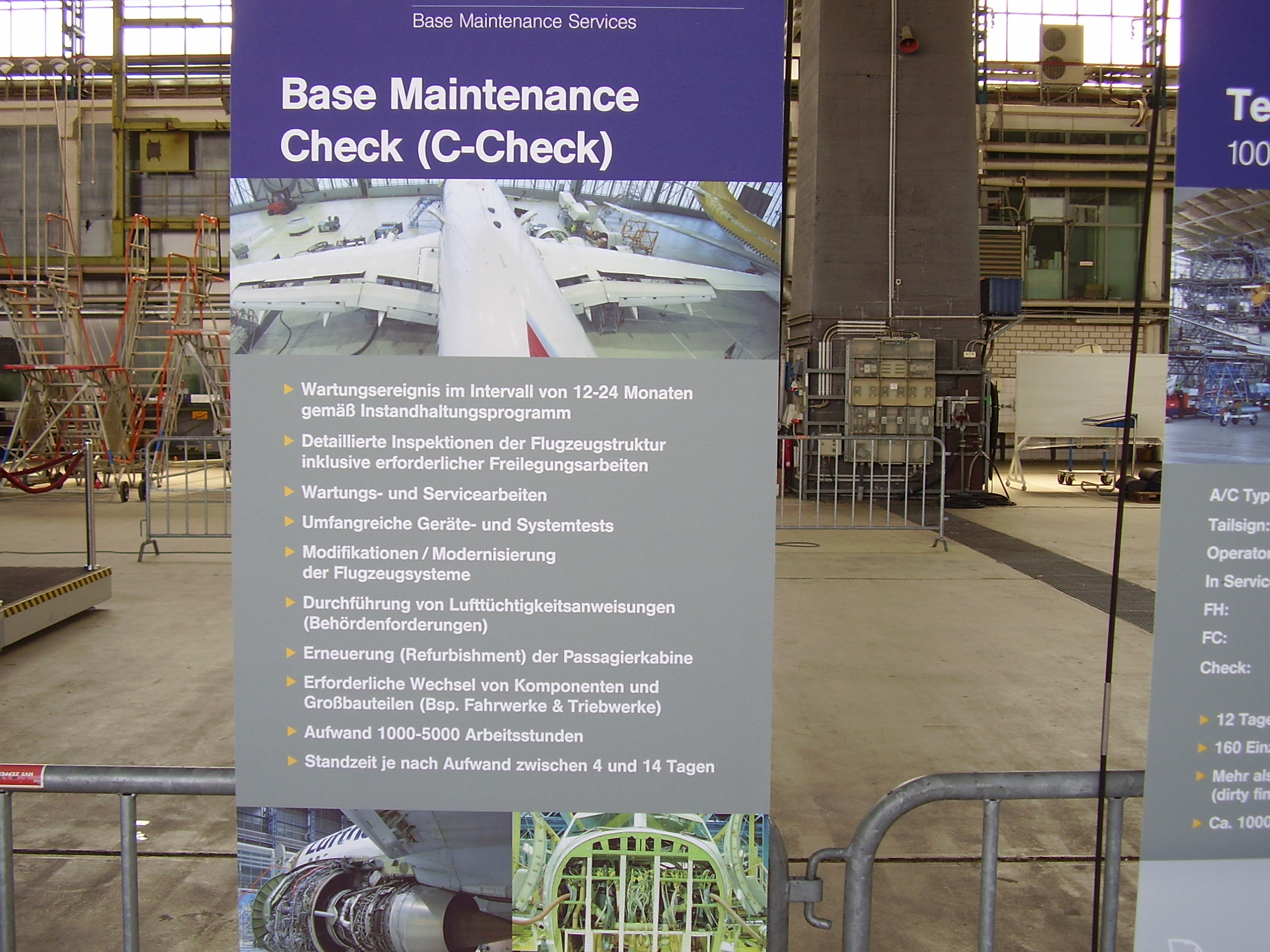
Plakat zur Erläuterung des C-Checks

Unter C-Check versteht man die detaillierte Inspektion der Flugzeugstruktur und einen gründlichen Test der Systeme, hierbei werden zum größten Teil die Verkleidung abgenommen und alle Sitze ausgebaut. Ein C-Check findet je nach Flugzeugtyp alle 15 bis 18 Monate statt, das Flugzeug bleibt dafür ungefähr ein bis zwei Wochen im Hangar. Ein solcher C-Check umfasst ca. 5000 Arbeitsstunden.

### IL-Check (Intermediate Layover)
Tiefgehende Kontrolle aller Bauteile von Struktur, Rumpf und Flügeln. Überprüfung und gegebenenfalls Reparatur der Geräte (Elektronik, Hydraulik). Einbau von Produktverbesserungen des Herstellers, Komplettüberholung der Kabine. Ein IL-Check findet in der Regel alle 48 Monate statt.

### D-Check
Der D-Check ist einer Grundüberholung gleichgestellt und ist das intensivste, längste und teuerste Wartungsereignis. Er findet etwa alle sechs bis zehn Jahre statt (bei einer Boeing 747-400 nach 55.000 Flugstunden). Das Flugzeug wird bis auf die Grundstruktur freigelegt und muss ggf. danach neu lackiert werden. Im Verlauf des D-Checks fallen 30.000 bis 50.000 Arbeitsstunden an. Ein D-Check dauert etwa vier bis sechs Wochen und kann mehrere Millionen Euro kosten.

## MRO Consultants
Es gibt Firmen, die sich auf die Beratung von Fluggesellschaften zu diesem Thema spezialisiert haben. Diese werden als MRO Consultants bezeichnet. MRO steht hier dabei für Maintenance, Repair, Overhaul.
Gerade kleinere Fluggesellschaften nutzen häufig diese Dienste, um ihre Interessen bei der Überholung des Fluggerätes oder ihrer Komponenten zu kontrollieren. Manche dieser Beratungsfirmen agieren weltweit, z. B. Bureau Veritas, andere sind im Vergleich hierzu kleiner, aber speziell auf den Luftfahrtbereich spezialisiert, wie z. B. AeroStrategy.net, ansässig in London (UK), Ann Arbour (US), sowie die Boutique Luftfahrtstrategieberatung ADAVCO in Deutschland.